# Papegaaien van Afrika en de Nieuwe Wereld
Papegaaien van Afrika en de Nieuwe Wereld (Psittacidae) vormen een aparte familie binnen de orde van de  Psittaciformes (papegaaiachtigen). Deze soorten komen voor het grootste deel voor in Zuid-Amerika. Twee geslachten, Poicephalus en Psittacus, komen voor in Afrika. 
Tot deze familie behoren alle in Zuid-Amerika voorkomende papegaaien, ara's, aratinga's en diverse kleinere soorten die men parkieten noemt. Tot de twee in Afrika voorkomende geslachten behoren de grijze roodstaart en het bonte boertje. 

## Taxonomie
Lijst van geslachten naar onderfamilie en geslachtengroep (tribus):
- Onderfamilie Psittacinae (geslachten uit Afrika)
  -     - Geslacht Poicephalus (10 soorten papegaaien, waaronder het bont boertje)
    - Geslacht Psittacus (2 soorten, waaronder de grijze roodstaartpapegaai)
- Onderfamilie Arinae (geslachten uit de Nieuwe Wereld)
  - Tribus Amoropsittacini
    - Geslacht Bolborhynchus (3 soorten parkieten)
    - Geslacht Nannopsittaca (2 soorten parkieten)
    - Geslacht Psilopsiagon (2 soorten parkieten)
    - Geslacht Touit (8 soorten papegaaien)

  - Tribus Forpini
    - Geslacht Forpus (9 soorten muspapegaaien)

  - Tribus Androglossini
    - Geslacht Alipiopsitta (1 soort: geelbuikamazone)
    - Geslacht Amazona (31 soorten amazonepapegaaien)
    - Geslacht Brotogeris (8 soorten parkieten)
    - Geslacht Graydidascalus (1 soort: kortstaartpapegaai)
    - Geslacht Hapalopsittaca (4 soorten papegaaien)
    - Geslacht Myiopsitta (2 soorten parkieten)
    - Geslacht Pionopsitta (1 soort: roodkappapegaai)
    - Geslacht Pionus (8 soorten margrietjes)
    - Geslacht Pyrilia (7 soorten papegaaien)
    - Geslacht Triclaria (1 soort: paarsbuikparkiet)

  - Tribus Arini
    - Geslacht Anodorhynchus (3 soorten ara's)
    - Geslacht Ara (9 soorten ara's, w.v. 1 uitgestorven)
    - Geslacht Aratinga (6 soorten aratinga's/parkieten)
    - Geslacht Conuropsis (1 uitgestorven soort: carolinaparkiet)
    - Geslacht Cyanoliseus (1 soort: holenparkiet)
    - Geslacht Cyanopsitta (1 soort: Spix' ara, uitgestorven in het wild)
    - Geslacht Deroptyus (1 soort: kraagpapegaai)
    - Geslacht Diopsittaca (1 soort: roodschouderara)
    - Geslacht Enicognathus (2 soorten parkieten)
    - Geslacht Eupsittula (5 soorten aratinga's/parkieten)
    - Geslacht Guaruba (1 soort: goudparkiet)
    - Geslacht Leptosittaca (1 soort: goudpluimparkiet)
    - Geslacht Ognorhynchus (1 soort: geeloorparkiet)
    - Geslacht Orthopsittaca (1 soort: roodbuikara)
    - Geslacht Pionites (2 soorten caiques)
    - Geslacht Primolius (3 soorten ara's)
    - Geslacht Psittacara (13 soorten aratinga's, w.v. 1 uitgestorven)
    - Geslacht Pyrrhura (24 soorten parkieten)
    - Geslacht Rhynchopsitta (2 soorten araparkieten)
    - Geslacht Thectocercus (1 soort: blauwkoparatinga)

### Cladogram
Het volgende cladogram geeft de taxonomische relaties weer binnen deze familie en is gebaseerd op een onderzoek uit 2023:
|  | Forpini                                                 |
|  |                                                         |
|  | \| \| Androglossini \| \| \| \| \| \| Arini \| \| \| \| |
|  |                                                         |
|  | Androglossini                                           |
|  |                                                         |
|  | Arini                                                   |
|  |                                                         |

|  | Androglossini |
|  |               |
|  | Arini         |
|  |               |

|  | Forpini                                                 |
|  |                                                         |
|  | \| \| Androglossini \| \| \| \| \| \| Arini \| \| \| \| |
|  |                                                         |
|  | Androglossini                                           |
|  |                                                         |
|  | Arini                                                   |
|  |                                                         |

|  | Androglossini |
|  |               |
|  | Arini         |
|  |               |

|  | Forpini                                                 |
|  |                                                         |
|  | \| \| Androglossini \| \| \| \| \| \| Arini \| \| \| \| |
|  |                                                         |
|  | Androglossini                                           |
|  |                                                         |
|  | Arini                                                   |
|  |                                                         |

|  | Androglossini |
|  |               |
|  | Arini         |
|  |               |

|  | Forpini                                                 |
|  |                                                         |
|  | \| \| Androglossini \| \| \| \| \| \| Arini \| \| \| \| |
|  |                                                         |
|  | Androglossini                                           |
|  |                                                         |
|  | Arini                                                   |
|  |                                                         |

|  | Androglossini |
|  |               |
|  | Arini         |
|  |               |

## Afbeeldingen

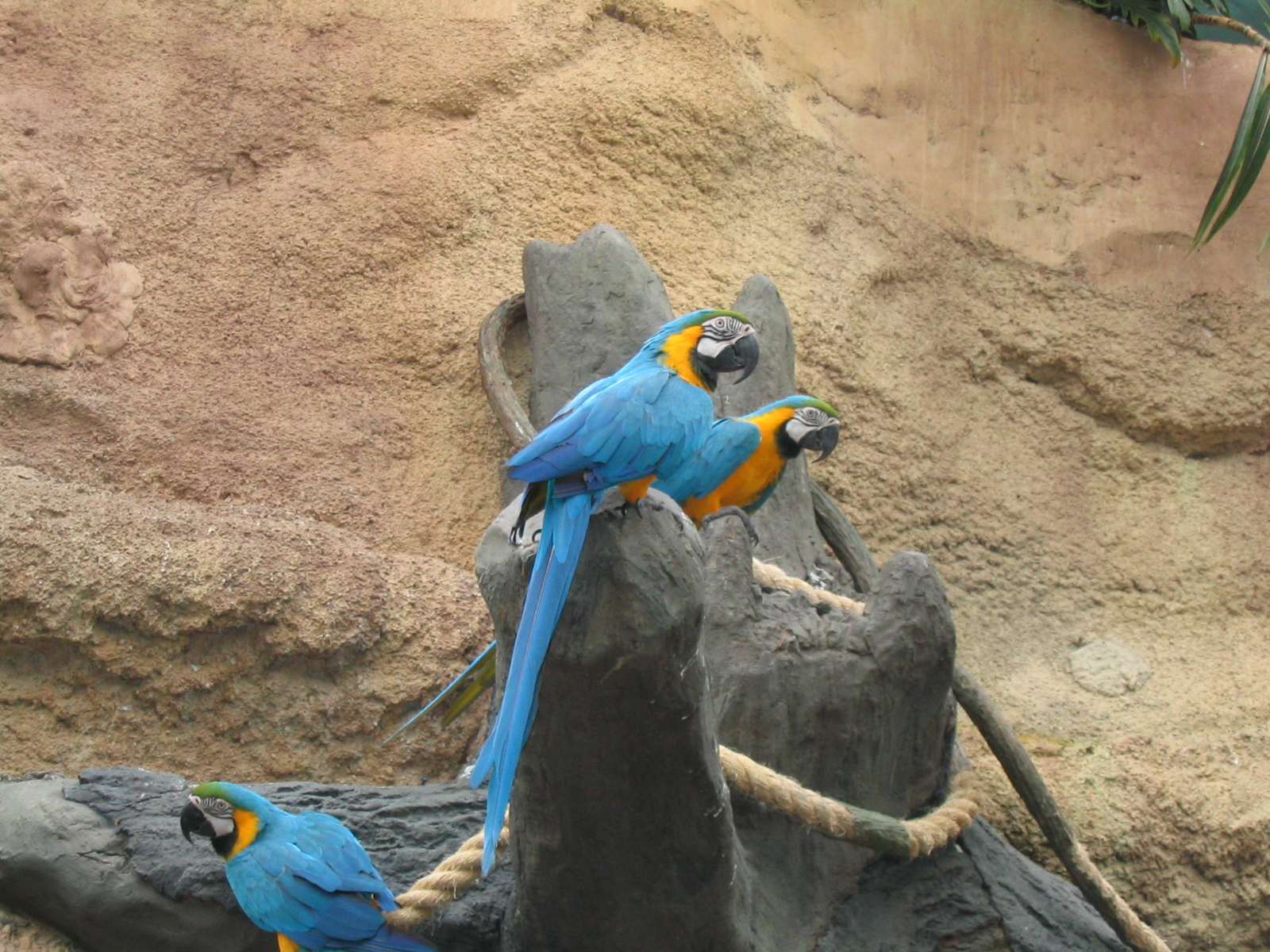
Blauw-gele ara (Ara ararauna)
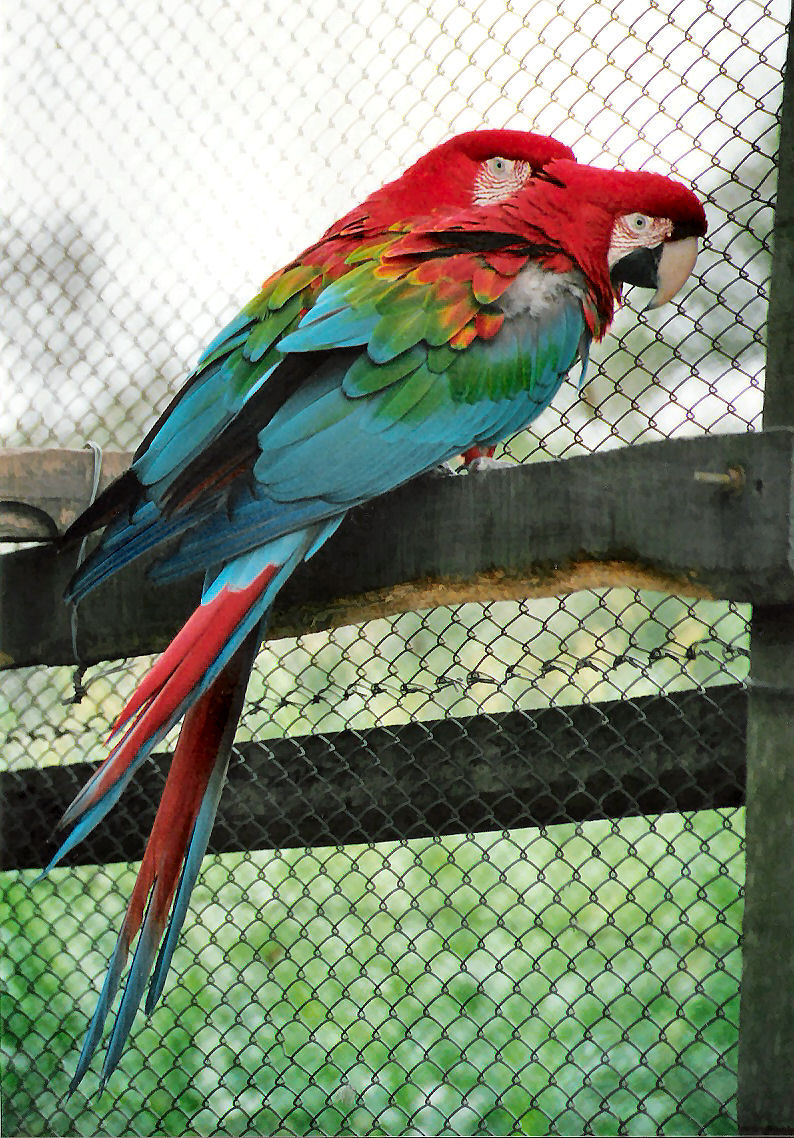
Groenvleugelara (Ara chloropterus)
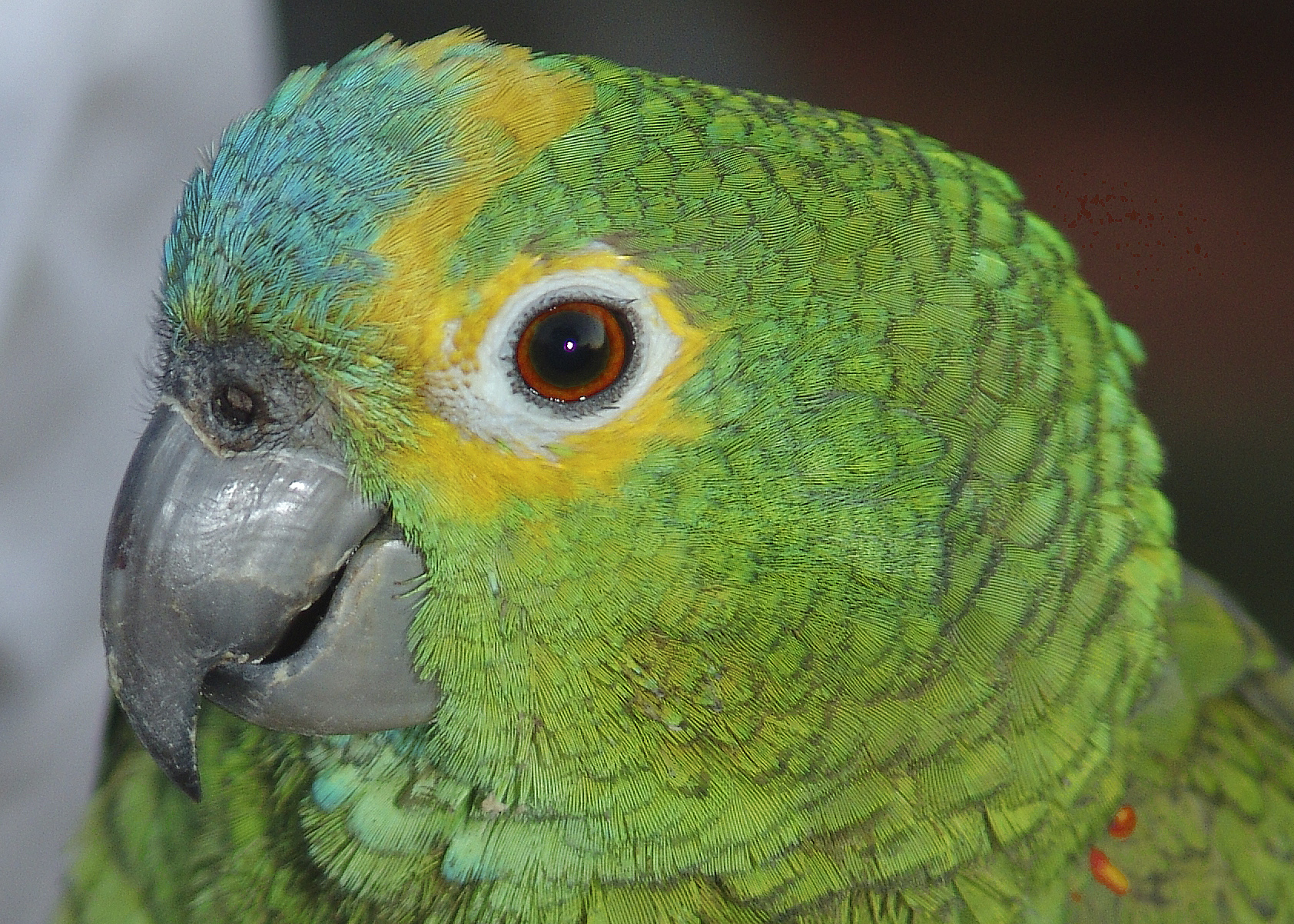
Mannetje blauwvoorhoofdamazone (Amazona aestiva)
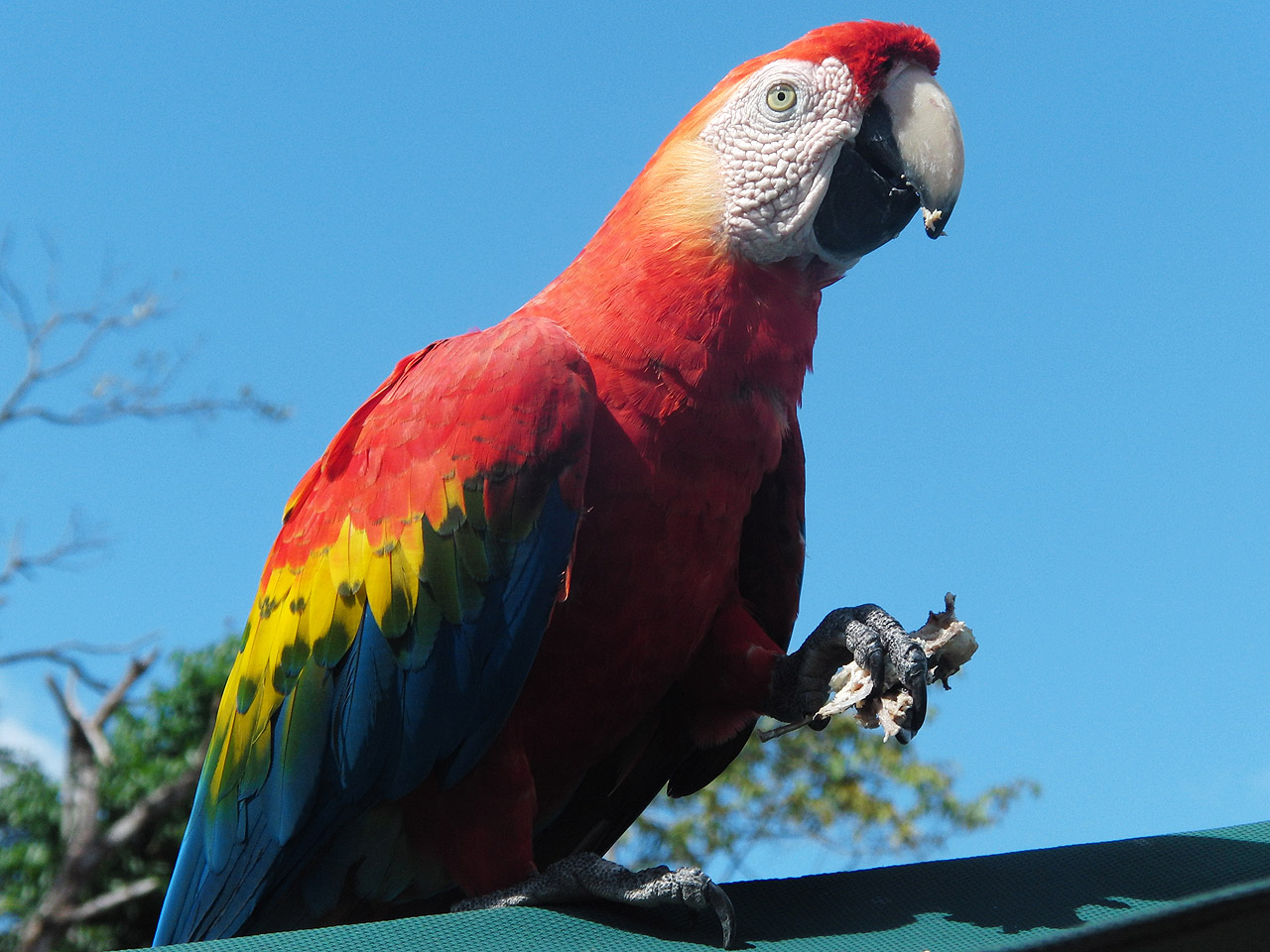
Geelvleugelara (Ara macao)
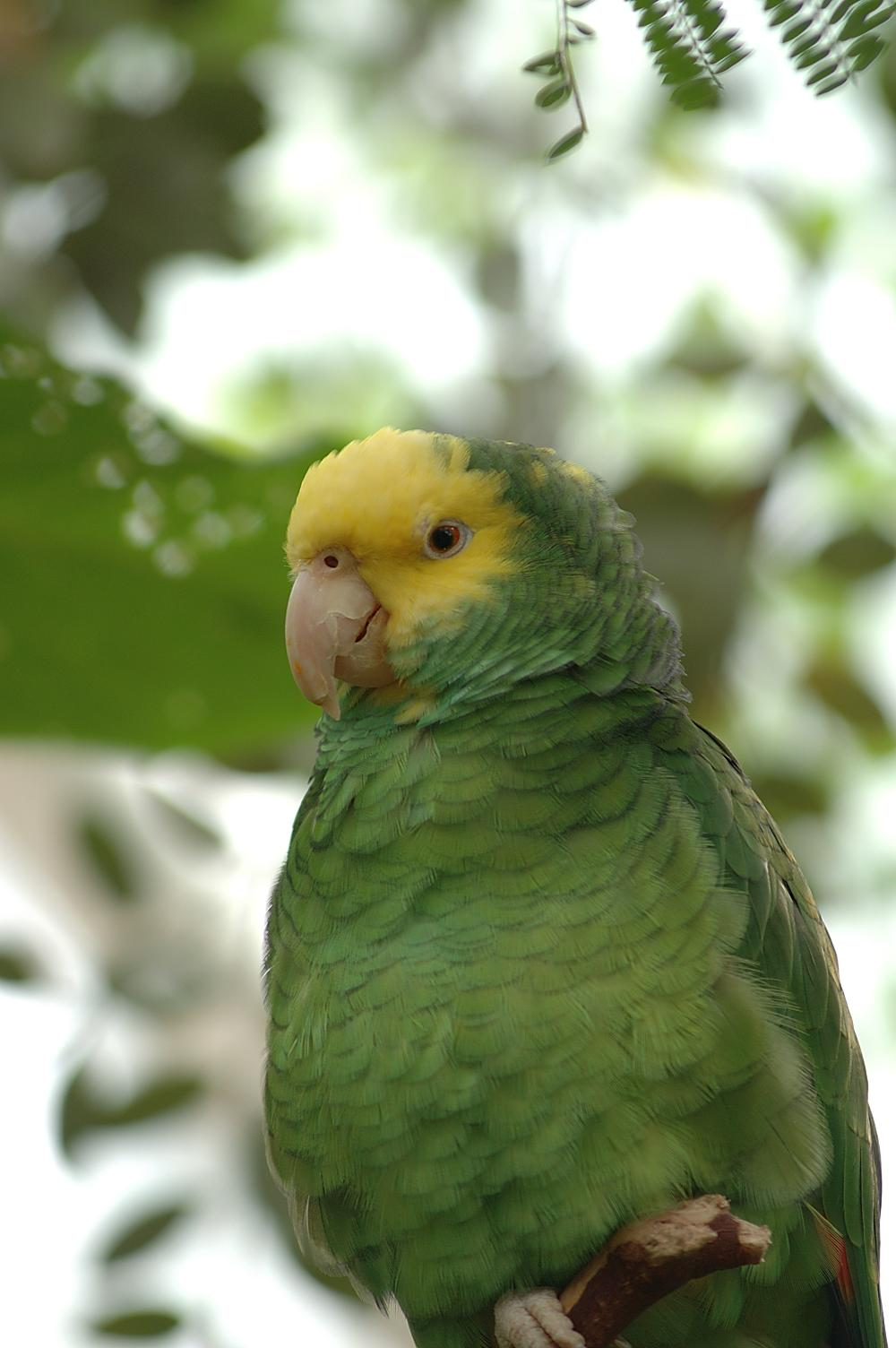
Geelkopamazone (Amazona oratrix)